# Bandicota indica
Bandicota indica је врста глодара из породице мишева (Muridae).

## Распрострањење
Ареал врсте Bandicota indica обухвата већи број држава. Врста је присутна у следећим државама: Кина, Индија, Тајланд, Лаос, Бурма, Вијетнам, Бангладеш, Камбоџа, Непал, Шри Ланка, Малезија, Хонгконг и Индонезија.

## Станиште
Станишта врсте су поља риже и мочварна подручја.

## Угроженост
Ова врста је наведена као последња брига, јер има широко распрострањење и честа је врста.